# Vranov (Boêmia Central)
Vranov é uma comuna checa localizada na região da Boêmia Central, distrito de Benešov.